# Massaker von Massa
Die Massaker von Massa ereigneten sich am 10. September 1944 in der italienischen Stadt Massa in der Toskana und am 16. September 1944 am Fluss Frigido. Am 10. September wurden 42 Personen an unterschiedlichen Plätzen in der Stadt und am 16. September 147 oder 149 Personen im Stadtteil San Leonardo auf der orographisch rechten Flussseite des Frigido durch Angehörige der 16. SS-Panzergrenadier-Division „Reichsführer SS“ ermordet.

## Vorgeschichte
Im Zweiten Weltkrieg rückte die alliierte Invasion in Italien Ende August 1944 gegen die Gotenstellung vor, von der Adriaküste und den Bergen des Apennin bis zum westlichen Frontabschnitt. Die US-amerikanischen Truppen befreiten am 2. September Pisa und am 7. September die Stadt Lucca, die unweit von Massa liegt. Angesichts des Vorrückens der Alliierten hatte das deutsche Militär am 2. September 1944 die Vertreibung der gesamten Bevölkerung von Massa angeordnet. Alle Einwohner die Stadt sollten die Stadt verlassen und sich auf den Weg nach Parma machen.

## Massaker in der Stadt Massa
Am 10. September 1944 wurden in der Stadt Massa 42 Personen erschossen. Diese Vergeltungsaktion erfolgte, weil Partisanen in der Nähe von Colonnata sechs Milizionäre der faschistischen paramilitärischen Brigate Nere aus Carrara getötet hatten.
Die meisten der Erschossenen waren Zivilisten, die das Massaker vom 2. September 1944 im Kartäuserkloster Farneta der Waffen-SS unter dem Kommando von Hermann Langer überlebt hatten. Sie kamen mit den Absetzbewegungen der SS-Truppen ins Gefängnis nach Massa. Unter den Opfern, die gruppenweise in Massa an unterschiedlichen Plätzen von SS-Männern der 16. SS-Panzergrenadier-Division „Reichsführer SS“ erschossen wurden, waren 15 Geistliche, der Bürgermeister von Lucca, der Polizeipräsident von Livorno und der Chefarzt der Psychiatrischen Klinik von Lucca.

## Massaker am Frigido

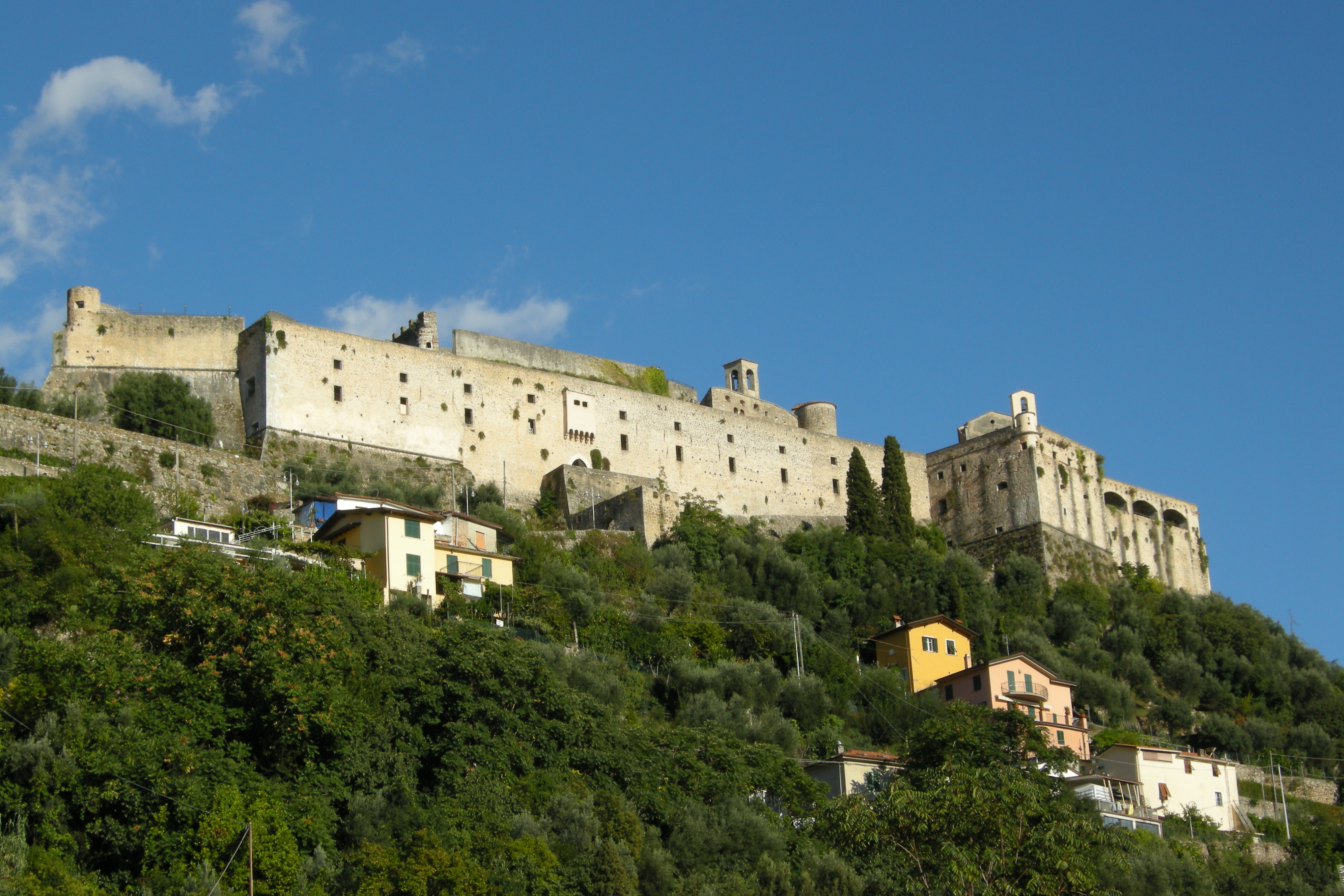
Das Schloss Malaspina, das als Gefängnis diente

Die Häftlinge aus dem Gefängnis, das neben dem Bahnhof lag, wurden wegen anhaltender Angriffe der Partisanen und alliierter Bombardierung des Bahnhofs ins Stadtschloss Malaspina verlegt. Zusätzlich zu den bereits Eingekerkerten kamen in den ersten acht Tagen des Septembers 80 Gefangene neu hinzu. Es waren vor allem politische Gefangene aus Livorno, Pisa und Lucca. Das Gefängnis war überfüllt. Es herrschte nicht nur ein Mangel an Trinkwasser und Lebensmitteln, sondern auch die Hygiene war katastrophal.
Am 14. September übernahm die SS die Verwaltung des Gefängnisses mit 168 registrierten Gefangenen. Am Morgen des 16. September erfolgte ein Transport von etwa 150 Häftlingen auf Lastkraftwagen an das rechte Flussufer des Frigido in der Nähe der kleinen Kirche San Leonardo. Viele von ihnen waren alt und teilweise krank, mussten auf Bahren getragen werden oder mit Krücken gehen. Flussnah befanden sich drei Bombenkrater. In diese mussten die Häftlinge hineingehen, um anschließend erschossen zu werden. Das Massaker wurde verheimlicht und die Toten wurden mit Erde bedeckt. Die Anzahl der bestätigten Todesfälle variiert zwischen 147 und 149. Von drei Häftlingen ist bekannt, dass sie verschont wurden, weil sie für den SS-Kommandeur arbeiteten. Die Toten kamen aus mehr als 60 italienischen Provinzen, einige aus Albanien, Griechenland, Libyen und der Schweiz.
Die meisten der Ermordeten waren normale Gefangene, die wegen geringer Vergehen gegen die Besatzungsregeln verstoßen hatten und deshalb ins Gefängnis kamen. Beispielsweise war eine ermordete Frau im Gefängnis, weil sie ein Schwein illegal geschlachtet hatte. Es gab auch politische Gefangene und Deserteure unter den Erschossenen. Im September 1945 wurden vereinzelte Leichen des Massakers entdeckt, die wieder begraben wurden. Erst im Zuge einer Baumaßnahme im Jahr 1947 wurde das Ausmaß des Massakers entdeckt und der Gefängniskaplan konnte Opfer identifizieren. Dass dem Massaker eine oder mehrere Partisanenangriffe vorausgegangen seien, konnte nicht bestätigt werden. Verantwortlich für das Massaker waren Angehörige der 16. SS-Panzergrenadier-Division „Reichsführer SS“, die bereits vergleichbare Massaker am Lago di Massaciuccoli und Ripafratta durchgeführt hatte.

## Gedenken
Ein Denkmal mit allen Namen der Opfer steht hinter der romanischen Kirche San Leonardo in der Nähe des Flussufers. Grabsteine der Opfer befinden sich neben der Kirche wie auch eine Stele.